# Langkapselige Jute

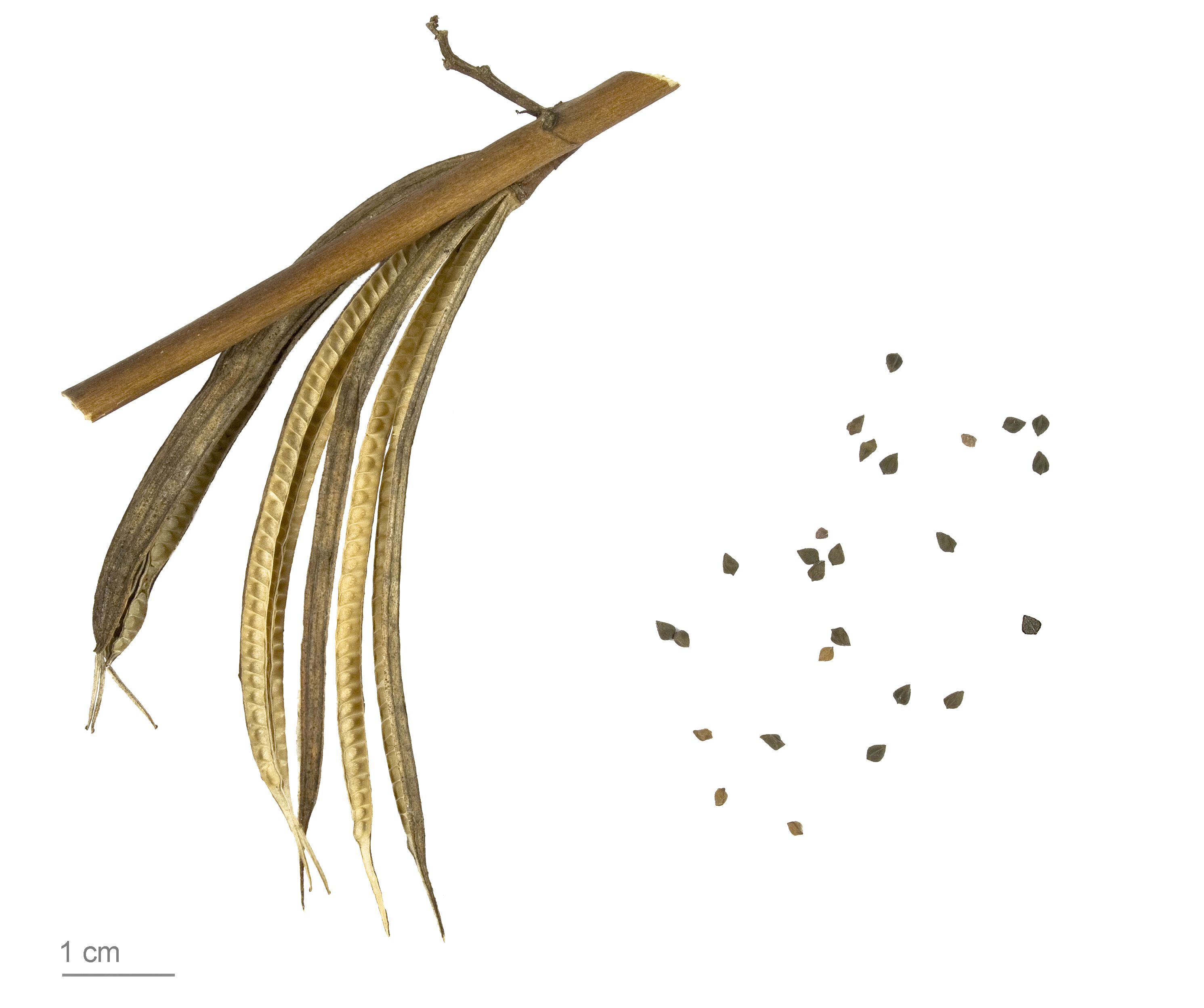
Corchorus olitorius

Die Langkapselige Jute (Corchorus olitorius) – deutsch auch Muskraut oder Gemüsejudenpappel, arabisch ملوخية mulūchiya, DMG mulūḫiya, im deutschen Handel meist unter der Bezeichnung Molokhia, ist eine Faser- und Gemüsepflanze aus der Familie der Malvengewächse.

## Beschreibung
Die Langkapselige Jute ist eine einjährige, krautige Pflanze, die Wuchshöhen von bis zu 2,50 Meter erreicht. Die Blätter sind elliptisch bis schmal-elliptisch oder länglich-eiförmig bis eiförmig und papierartig, am Ansatz abgerundet, zur Spitze hin spitz zulaufend, die deutlich hervortretende Nervatur ist behaart. Sie sind 4,5 bis 14 Zentimeter lang und 1 bis 5 Zentimeter breit, die Ränder sind gezähnt, die beiden Zähnungen am Ansatz sind verlängert zu bis zu 2,3 Zentimeter langen Borsten, der Blattstiel ist 1,4 bis 5 Zentimeter lang und auf der Oberseite mit borstigen Haaren bedeckt. Das 0,5 bis 1,6 Zentimeter lange Nebenblatt ist unbehaart.
Der Blütenstand ist ein ein- bis zwei-, selten dreiblütiges Faszikel, der Blütenstandsschaft ist bis zu 2 Millimeter lang und unbehaart, die Tragblätter sind bis zu 3 Millimeter lang und unbehaart. Die fünf Kelchblätter sind 5 bis 8,5 Millimeter lang und 1,5 bis 3 Millimeter breit am Rand des Ansatzes bewimpert. Die fünf Kronblätter sind 5 bis 7 Millimeter lang und 1–2 Millimeter breit, blass gelb, umgekehrt-lanzettlich und am Ansatz kurz genagelt, der Nagel ist bewimpert.
Der Fruchtknoten ist zylindrisch und bis zu 3,5 Millimeter lang. Die zylindrische, zehngerippte Kapsel steht gerade bis leicht gebogen auf einem aufrechten Fruchtstiel, ist 2 bis 8 Zentimeter lang und 0,4 bis 0,7 Zentimeter breit. Die Samen sind kantig, 1,5 bis 2 Millimeter lang, unregelmäßig gerippt und schwarz.
Die Chromosomenzahl beträgt 2n = 14.

## Verbreitung
Die Art ist pantropisch verbreitet. Ihre Heimat ist zumindest Pakistan und Indien.

## Nutzung in der Küche
In der arabischen Küche wird die Pflanze für ein weit verbreitetes Gericht verwendet (Muluchiya).